# Aristolochia weberbaueri
Aristolochia weberbaueri är en piprankeväxtart som beskrevs av Oswald Schmidt. Aristolochia weberbaueri ingår i släktet piprankor, och familjen piprankeväxter. Inga underarter finns listade i Catalogue of Life.